# Horné Zelenice
Horné Zelenice és un poble i municipi d'Eslovàquia que es troba a la regió de Trnava, a l'oest del país.

## Història
La primera menció escrita de la vila es remunta al 1244.

## Demografia
| Godina             | 1994 | 2004   | 2014   | 2024   |
| ------------------ | ---- | ------ | ------ | ------ |
| Nombre de persones | 627  | 655    | 706    | 713    |
| Diferència         |      | +4,46% | +7,78% | +0,99% |

| Godina             | 2023 | 2024   |
| ------------------ | ---- | ------ |
| Nombre de persones | 696  | 713    |
| Diferència         |      | +2,44% |